# Otto Klemperer
Otto Klemperer (Breslavia, 14 maggio 1885 – Zurigo, 6 luglio 1973) è stato un direttore d'orchestra e compositore tedesco, cugino dello scrittore e filologo Victor Klemperer.

## Biografia
Tra i più grandi direttori d'orchestra della sua generazione, la sua fama è legata soprattutto all'interpretazione del repertorio classico e romantico tedesco. È stato inoltre uno dei più grandi interpreti di Gustav Mahler. Leggendarie le sue interpretazioni mahleriane di Das Lied von der Erde, della Sinfonia n. 2 Auferstehung e soprattutto della Sinfonia n. 7.
Studiò musica a Francoforte e successivamente a Berlino con Hans Pfitzner. Nel 1905 avvenne l'incontro con Mahler, del quale fu amico. Divenne direttore dell'Opera Tedesca a Praga nel 1907 proprio per una raccomandazione dell'amico compositore. Nel 1910 fu assistente del compositore boemo per la prima assoluta della Sinfonia n. 8 Dei Mille, dello stesso Mahler.
Altri incarichi importanti furono quelli ad Amburgo (1910 – 1912), all'Opera di Strasburgo (1914 – 1917) e all'Opera di Colonia (1917 – 1924). Nel 1920 diresse la prima contemporanea di Die tote Stadt di Erich Wolfgang Korngold, nel Theater der Stadt di Colonia. Nel 1922 diresse la prima nel Neues Theater am Habsburger Ring di Colonia di Der Zwerg di Alexander von Zemlinsky. In seguito ebbe incarichi all'Opera di Wiesbaden.
Dal 1927 al 1931 diresse la Kroll Oper di Berlino, dove rinnovò il repertorio dirigendo anche composizioni di Janáček, Schönberg, Stravinskij e Hindemith. A Berlino, nel 1927, in occasione della riapertura della Krolloper e del primo centenario della morte di Ludwig van Beethoven, diresse una rappresentazione di Fidelio. Diresse la prima rappresentazione berlinese di Oedipus Rex di Stravinskij nel 1928, e le prime nella Krolloper di Neues vom Tage di Hindemith nel 1929, nel 1931 di Das Unaufhörliche, ancora di Hindemith.
Nel 1919 sposò a Colonia il soprano Johanna Meyer, nata a Hannover nel 1888.
Nel 1933 a causa delle leggi razziali naziste promulgate da Hitler si trasferì negli Stati Uniti, dove, fino al 1939, fu direttore stabile della Los Angeles Philharmonic Orchestra.

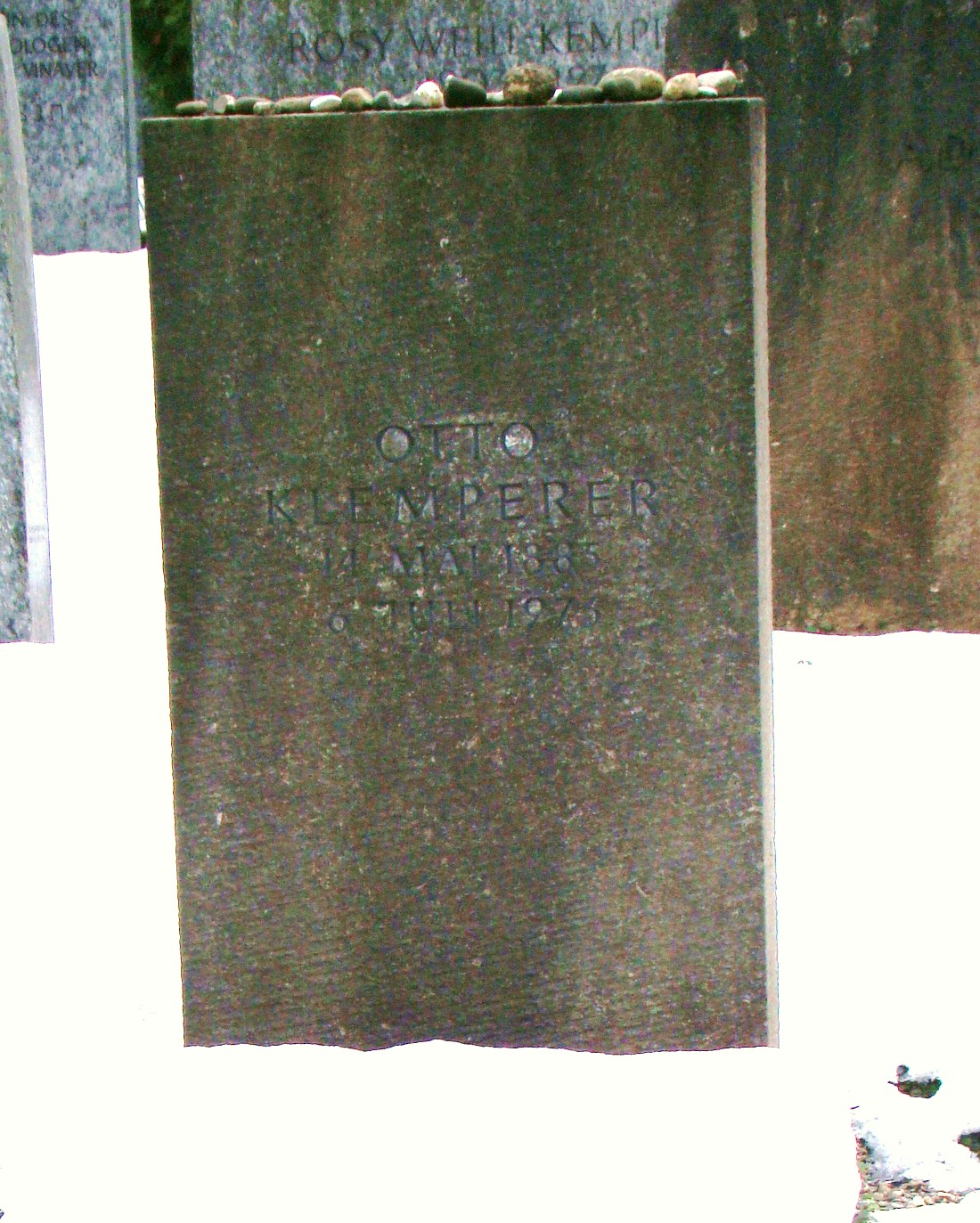
La tomba di Klemperer nel cimitero ebraico Oberer Friesenberg a Zurigo.

Nel 1936 diresse la prima esecuzione assoluta nel Philharmonic Auditorium di Hollywood del Concerto per violino e orchestra n. 2 op. 68 di Joseph Achron.
Dopo la Seconda Guerra Mondiale tornò in Europa dove fu direttore dell'Opera di Budapest dal 1945 al 1950, poi dal 1954 diresse la Philharmonia Orchestra, dalla quale fu chiamato a sostituire Herbert von Karajan, e nel 1959 vi fu nominato direttore a vita. La sua notevole produzione discografica è legata soprattutto alle incisioni con la Philharmonia Orchestra e la New Philharmonia Orchestra per la EMI (oggi catalogo Warner).
Personaggio ieratico, impassibile nell'espressione e alieno da ogni forma di retorica interpretativa, preferiva spesso una direzione musicale con tempi di esecuzione dilatati. Dalla fine degli anni cinquanta del novecento dirigeva seduto a causa di una paralisi che lo aveva colpito nel 1939, in seguito a un intervento chirurgico per un tumore al cervello.
È stato sicuramente uno dei più grandi direttori del XX secolo e il suo lascito discografico resta di fondamentale importanza. Essendosi ritirato nel 1971, inoltre, le sue registrazioni più recenti sono anche di grande qualità tecnica. In commercio si trovano anche interessanti DVD di suoi concerti.
Di assoluto riferimento molte sue interpretazioni di Bach, Beethoven, Brahms, Mozart, Wagner e Mahler.

## Discografia parziale su CD
- Bach: Passione secondo Matteo - Otto Klemperer, Wilhelm Pitz, Philharmonia Orchestra, Boys of Hampstead Parish Church Choir, Christa Ludwig, Dietrich Fischer-Dieskau, Elisabeth Schwarzkopf, Nicolai Gedda, Philharmonia Choir - 1960/1961 EMI Records - Grammy Award for Best Choral Performance 1963
- Bach: Messa in Si minore - EMI Classics
- Beethoven: Sinfonia n. 3 Eroica - Overtures: 'Leonore' n. 1 e 2 - EMI Classics
- Beethoven: Sinfonie n. 5 e 7 - EMI Classics
- Beethoven: Sinfonia n. 6 Pastorale - EMI Classics
- Beethoven: Missa Solemnis - EMI Classics
- Beethoven: Fidelio - EMI Classics
- Beethoven: Le Sinfonie Complete ed i Concerti per Piano, Daniel Baremboim - EMI Classics
- Brahms: Ein deutsches Requiem - EMI Classics
- Brahms: Sinfonie n. 1-4 - EMI Classics
- Bruckner: Sinfonia n. 4 Romantic - EMI Classics
- Bruckner: Sinfonia 6/Humperdinck e Wagner Overtures - EMI Classics
- Mahler: Sinfonia n. 2 Resurrezione - EMI Classics
- Mahler - Sinfonia n. 4/Lieder, Christa Ludwig, Philharmonia Orchestra, Elisabeth Schwarzkopf - EMI Classics
- Mahler: Sinfonia n. 7; Klemperer: Sinfonia n. 2, New Philharmonia Orchestra; Klemperer: Quartetto d'archi n. 7, Philharmonia Quartet - EMI 1969
- Mahler: Sinfonia n. 9 e Richard Strauss: Metamorphosen - Tod und Verklärung - EMI Classics
- Mahler: Das Lied von der Erde, Philharmonia Orchestra - EMI Classics
- Mendelssohn: Sinfonie 3 e 4 - EMI Classics
- Mozart: Così fan tutte - EMI Classics
- Mozart: Don Giovanni - EMI Classics
- Mozart: Die Zauberflöte - EMI Classics
- Mozart: Sinfonie 25, 29 e 31 - New Philharmonia Orchestra, Philharmonia Orchestra - EMI Classics
- Mozart: Sinfonie 29, 35 Haffner, 38 di Praga, 39, 40 e 41 Jupiter - New Philharmonia Orchestra, Philharmonia Orchestra - EMI Classics
- Wagner: Der Fliegende Holländer - EMI Classics
- Otto Klemperer, DVD - EMI Classics
- The Klemperer Legacy: Beethoven Sinfonia 9 e Overture Prometheus, Hans Hotter, Christa Ludwig, Philharmonia Orchestra - EMI Classics